# 愛子内親王不登校騒動
愛子内親王不登校騒動（あいこないしんのうふとうこうそうどう）は、皇太子徳仁親王と同妃雅子（当時）の第一子長女・敬宮愛子内親王が私立学習院初等科第2学年在籍中に学校を連日欠席していることが、2010年（平成22年）3月5日に宮内庁東宮職の東宮大夫により発表されたことから起こった一連の騒動。

## 経緯

### 騒動直前の状況
そもそも敬宮愛子内親王の学習院初等科入学にあたっては従来の皇族と異なり「愛子内親王」ではなく「敬宮 愛子」として学校生活を送っていることを始め、校舎内にも私服護衛官を複数配置するなど厳戒態勢とも呼ばれる様々な体制が敷かれていた。
愛子内親王は当時学習院初等科2年に在籍していたが、2010年（平成22年）2月下旬から風邪による体調不良のため「不規則な通学」が続いており、東京新聞は、「2月22日から26日の間、25日以外を欠席した」と報じた。なお、2月27日 - 28日は土日である。
同年3月1日、内親王は体熱は下がったものの、腹痛や強い不安感を訴えたため欠席。予定通り3月2日に4時間目の授業のみ出席し、給食は食べずに早退。その後、3月5日まで3日間連続して欠席した。
宮内庁東宮職側は3月4日に学習院にファックスで連絡を取り、翌日の会見内容に了承を求め、学習院はそれを受けて欠席原因の調査を開始した。ただし、この話し合いでは、欠席原因に対する双方の主張と見解は平行線をたどったという。
この状況を取材していた『AERA』編集部は、3月8日に発売され、その前に見出しが宣伝される2010年3月15日号に「愛子さま「不登校」の真相」を掲載する準備を始めた。数日間の欠席を不登校ととらえ、内親王を誹謗中傷したのである。そのため、この段階で学習院と東宮職の間で穏便な解決を探るチャンスは失われてしまった。

### 東宮大夫による発表・学習院による記者会見
3月5日、東宮大夫の野村一成が定例会見にて、先述のように「愛子内親王の学習院初等科の欠席が続いていること」を明らかにし、原因の調査結果について、「学習院初等科の男子児童が（愛子内親王を含む複数の）他の児童に乱暴していることが原因であるということが判明しました」と発表。さらに、野村は乱暴の具体的な内容を話さなかったが「（愛子内親王）本人も乱暴な行為の対象になっているのだと思う」と発言した。
野村が使用した「乱暴」という言葉が与えた影響は大きく、国内で大きな話題となったため、同日夜、学習院も記者会見を開いた。会見には常務理事：東園基政と総合企画部長：竹島芳樹があたった。
同校は騒動になったことを謝罪しつつ、愛子内親王と別のクラスに物を投げる、廊下を勢いよく走る、大声を出すといった「乱暴な男子児童」が過去（2009年11月頃）に存在したことを認めたが、内親王に対する「直接の暴力行為」と「いじめ」の存在は否定した。また、3月2日に早退しようとした愛子内親王は、外履きに履き替えた後に同級生の居る廊下に戻り、そこで飛び出してきた隣の組の男子児童2名とすれ違った。その際に、先述の「乱暴な男子児童」のことを思い出し「不安を感じたと拝察」したとしている。
このように、東宮側と学習院側には
- 敬宮愛子内親王に対し、直接の暴力行為が行われたか否か。
- 他の生徒にも被害があったか否か。
- 「乱暴」が意味する行為。

といった点に食い違いが見られた。

### 反響の広がり
3月8日、愛子内親王は母の皇太子妃雅子（当時）の同伴により6日ぶりに登校。ただし3月2日同様、4時間目のみで給食も食さなかった。翌9日も同様、10日は5時間目のみ、11日は4時間目途中のみと、母の皇太子妃雅子（当時）同伴のもと不規則ながら11日の授業最終日まで登校を続けた。3月16日も終業式には欠席したものの、ホームルームには出席した。
この間、愛子内親王の父の皇太子徳仁親王は、会見の翌3月6日にガーナへ出国し、15日に帰国した。
こうした一連の騒動について、当時の文部科学大臣の川端達夫（鳩山由紀夫内閣）は、3月9日「問題にどう対応し、改善させるかは学習院初等科が基本的にやること」と述べ、問題に介入しない姿勢を明らかにした。
同じく3月9日、野村東宮大夫は愛子内親王の欠席についての経緯や状況、今後の対応を愛子内親王の祖父母にあたる明仁天皇・美智子皇后（当時）に説明した。天皇・皇后は「いずれかが犠牲になる形で解決が図られることのないよう、十分に配慮を払うことが必要ではないかと思う」と話したという。天皇・皇后の意向が示されると、学習院に対しては逆に激励の電話が多数寄せられるようになった。
3月12日、定例記者会見にて野村は学習院の発表内容と食い違いがあったことに関し、「学習院と十分認識が共有できていなかった。心苦しく思います」と述べ、学習院側との認識が共有できない状態での発表だったことを認めた。
また3月19日の定例記者会見では、野村は皇太子夫妻のコメントを発表した。コメントでは、国民に心配をかけたことについて「心を痛めている」とした。『週刊朝日』はこのコメントに対し、「児童らに配慮した直接の言葉はなかった」という評価をした。

### 騒動後の報道
6月4日、野村は定例記者会見で、週刊新潮6月10日号に掲載された「イジメっ子対策で『給食に向精神薬を混ぜては』と提案した『東宮』」と題された記事が「事実無根だ」として、同誌編集長に訂正と謝罪を求めたことを明らかにした。
記事は、「東宮側が「イジメっ子対策」として、覚せい剤と似た作用を持つ向精神薬である注意欠陥・多動性障害（ADHD）の薬を給食に混合させ学習院初等科の児童らに飲ませることを提案した」と報じている。野村は「医師法違反になるような行為を提案するなどあり得ない。東宮職はもちろんのこと、皇太子ご一家の名誉を著しく損なう記事で大変悪質」と批判した。週刊誌の記事について東宮職が謝罪まで要求するのは極めて異例であり、各報道機関によって一斉に報じられた。
一方、週刊新潮・編集部は、「記事は確実な根拠に基づいて書かれたもので自信を持っている」とした。
学校の様子の報道としては、乱暴な男児のために、2009年冬の時点で学習院教師による「見張り」が行われていたこと、それが2010年の初夏に復活していることなど、いじめの事実を裏付ける記事が出ている。
ジャーナリスト友納尚子の取材によれば、「具体的な男児たちの行動は、授業中に縄跳びを振り回す、椅子を担ぎ上げてお神輿ごっこをするといったもので、愛子内親王に対しては下駄箱に頭を突っ込もうとするという直接の暴力があった」とされた。
また、いじめの中心と推察される、暴れるA少年、言葉のいじめのB少年の存在も報道された。このB少年は学習院大学の元教員の孫であり、「学校側が箝口令を強いた」とも言われ学習院側の不備を指摘されている。

### 報道に対する批判
また、皇室を取材するマスコミの姿勢にも疑問が投げかけられた。
騒動後、2012年の3学期になっても愛子内親王の不登校が続いているかのように雑誌では記述されたが、久能靖はこれを「完全にお一人で登校されている」と強く否定している。
久能と小林よしのりらは対談で、「皇族は一方的な報道に対し反論できない立場にあり、また特に皇室バッシング記事は『売れる』ため、反論が来ないのをいいことに皇太子妃雅子の適応障害診断を疑ったり離婚を薦めるなどの敬意を欠いた報道が横行し、もはや皇室に対する逆差別となっている」と指摘した。
この背景には、宮内庁内の幹部を含む関係者や、学習院の関係者が（とくに皇太子家に関して）偏った情報を意図的に流していること、宮内庁幹部が他の官庁からの出向であり、任期中に事を荒立てることを嫌い自己保身に走っていることを挙げている。そして本騒動においては、「マスコミは普通の児童に同様の事態が起きれば学校側を追及すべき状況にもかかわらず、小学生の愛子内親王に対してスパルタ教育的に陰湿ないじめに耐えることを求める異常な状況だ」といい、自分の子供を守るために授業を参観する母・雅子妃の姿勢を擁護した。また友納尚子は、「愛子内親王に対する取材は、誕生時からメディアに注目された父の皇太子と比べても過剰で、登校時にも父の頃よりはるかに多数のカメラや記者が貼りつく状態であるといい、彼女の幼少時に事実に反する自閉症の疑い説が流されたことも含め、子供のことは悪く書かないといった最低限のルールが守られない状況にある」と指摘した。

## その後
愛子内親王はその後、「不登校を克服し、小学6年生の時点では友人も多く下級生の面倒もよく見て、学業の成績はほぼオール5のトップクラス、英語や日本史の家庭教育を受けるなどして、優秀な生徒に成長した」と報じられた。
一方でA少年とB少年はこの騒動後にそれぞれの理由で転校していた事が判明した。